# Rouseville
Rouseville es un borough ubicado en el condado de Venango en el estado estadounidense de Pensilvania. En el año 2000 tenía una población de 472 habitantes y una densidad poblacional de 200.3 personas por km².

## Geografía
Rouseville se encuentra ubicado en las coordenadas 41°28′17″N 79°41′22″O / 41.47139, -79.68944.

## Demografía
Según la Oficina del Censo en 2000 los ingresos medios por hogar en la localidad eran de $22,917 y los ingresos medios por familia eran $30,341. Los hombres tenían unos ingresos medios de $29,250 frente a los $18,125 para las mujeres. La renta per cápita para la localidad era de $13,286. Alrededor del 25.2% de la población estaba por debajo del umbral de pobreza.